# 109
Cette page concerne l'année 109  du calendrier julien. Pour l'année 109 av. J.-C., voir 109 av. J.-C. Pour le nombre 109, voir 109 (nombre).
Pour l’article ayant un titre homophone, voir Sang neuf.
L'année 109 est une année commune qui commence un lundi.

## Événements
- 22 juin : inauguration des Thermes de Trajan à Rome[1].

- 24 juin : inauguration de l'Aqueduc de l'Aqua Trajana à Rome[2].

- 11 novembre : Trajan inaugure sa nouvelle naumachie[3]

- 24 novembre : fin des Jeux célébrant les victoires de Trajan en Dacie par des spectacles de gladiateurs[3].

- Début du règne de Osroès, roi des Parthes en concurrence avec Vologèse III (109-128)[4].